# 鵜沼宿

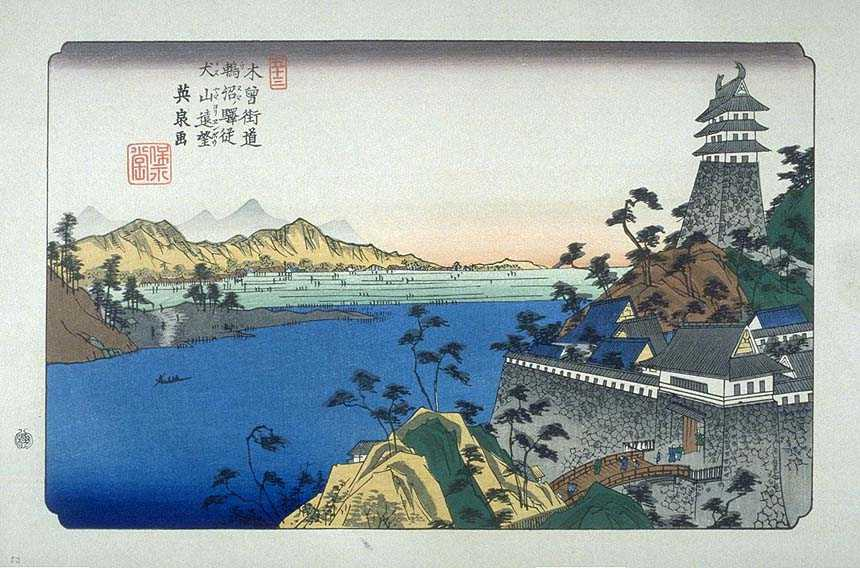
渓斎英泉「木曽海道六十九次・鵜沼」

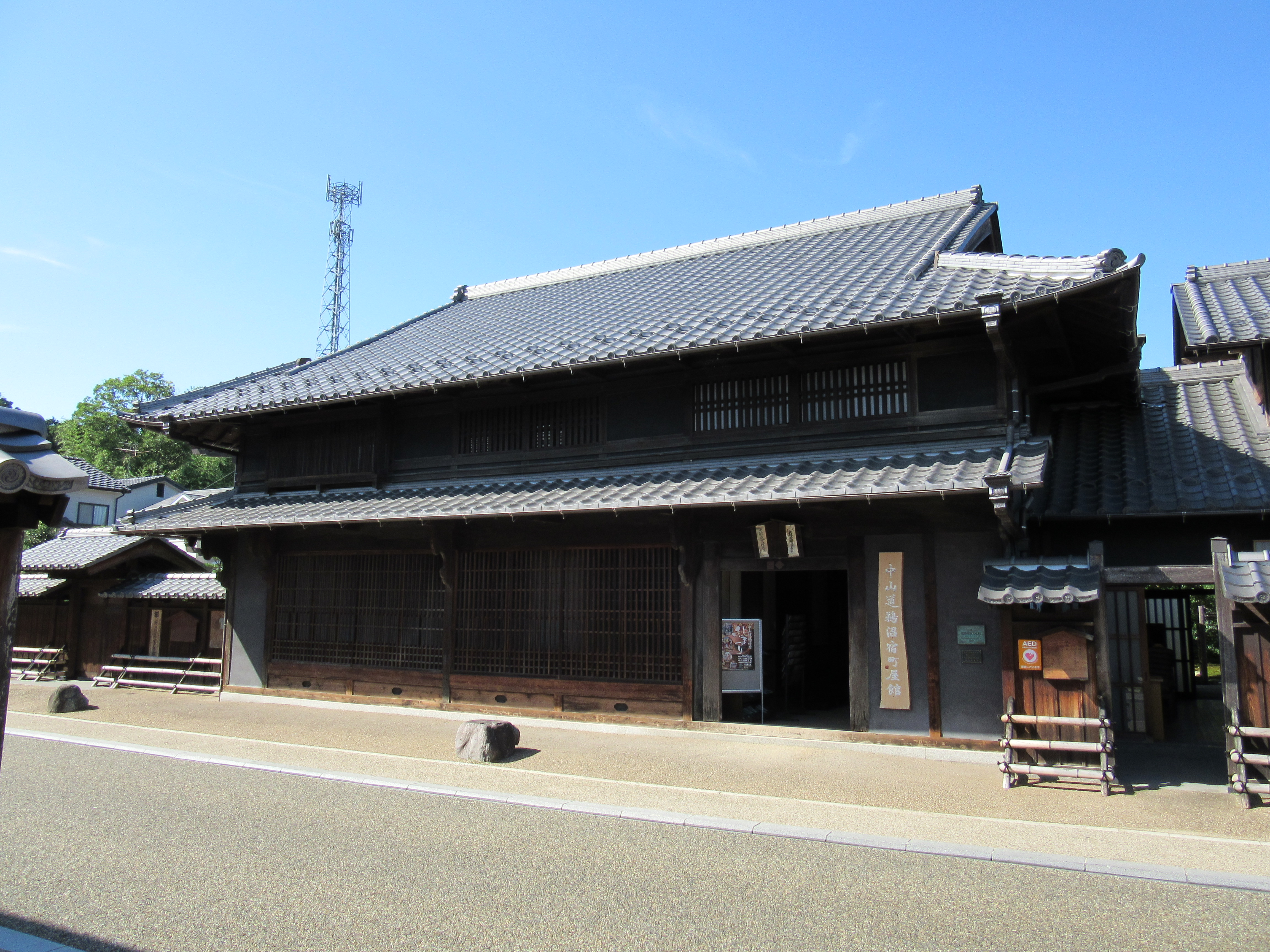
中山道鵜沼宿町屋館

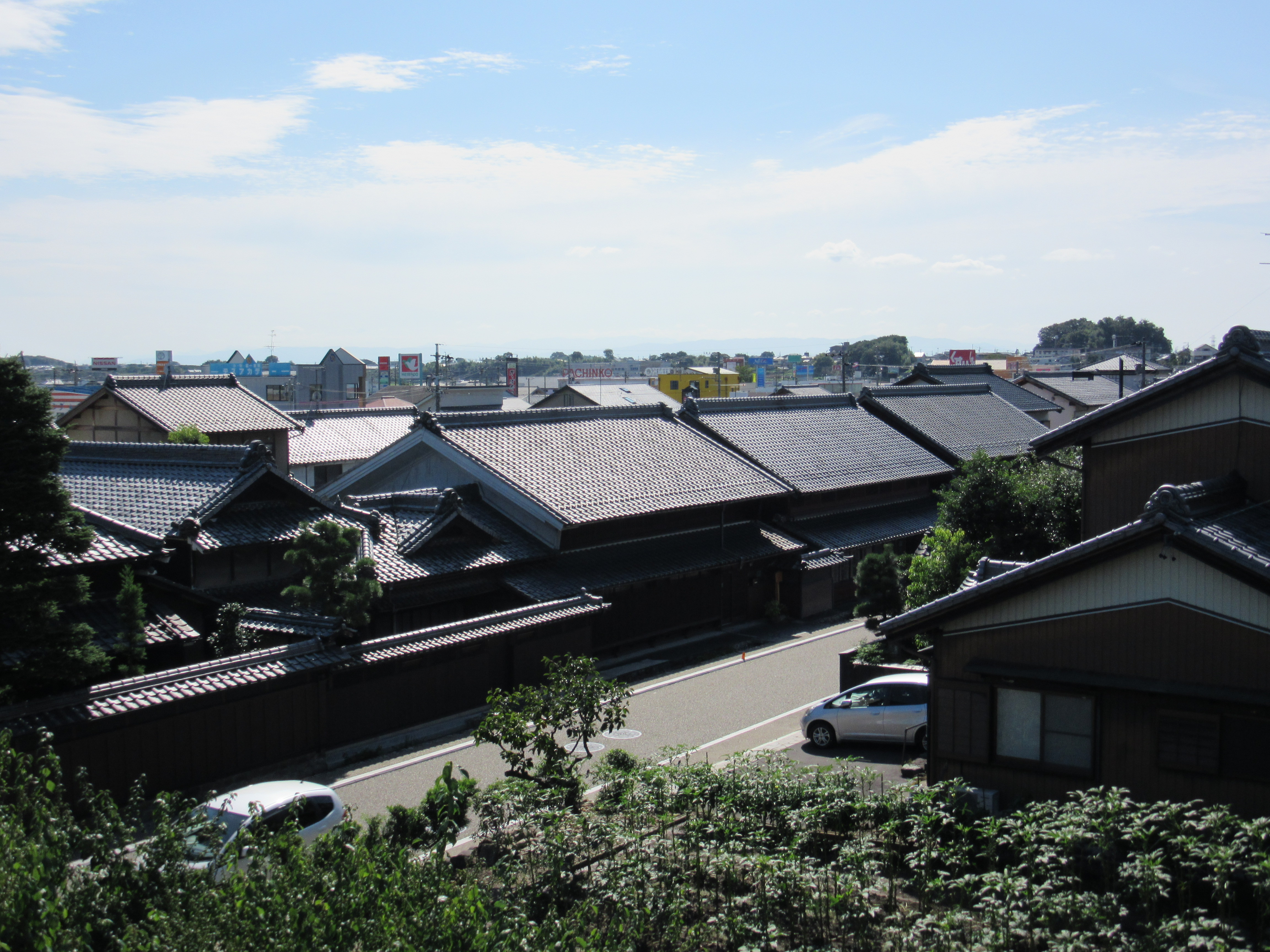
二ノ宮神社より鵜沼宿中心部を眺める

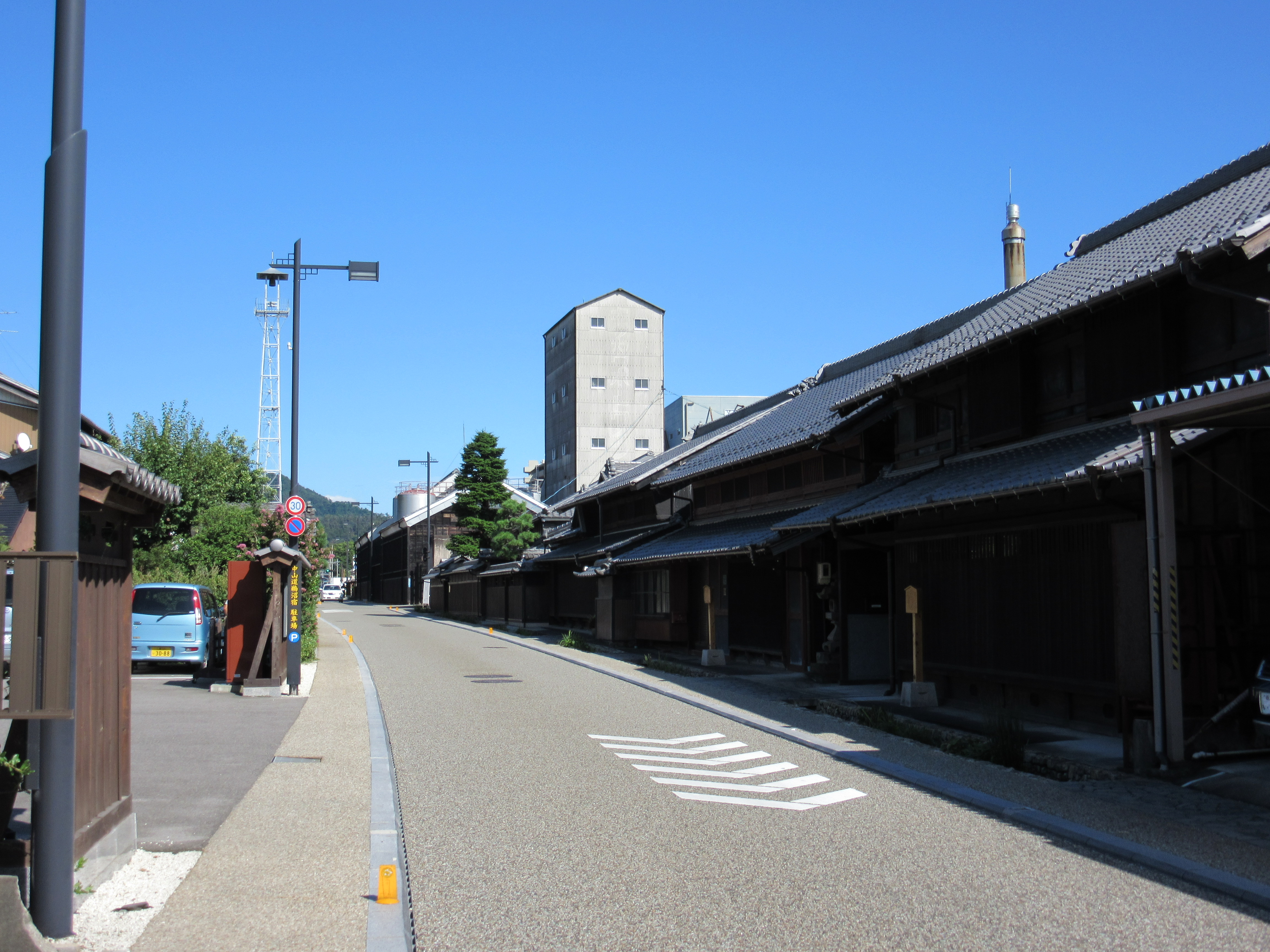
鵜沼宿中心部（鵜沼宿街道）

鵜沼宿（うぬまじゅく）は、江戸・日本橋から52番目の中山道の宿場である（→中山道六十九次）。美濃国各務郡鵜沼村（現・岐阜県各務原市）に存在した。

## 概略
道筋が変更されて、西町と東町が正式に宿場になったのは、慶安3年（1651年）である。
- 尾張藩領：天保13年（1843年）
- 人口：246人
- 家数：68軒
- 本陣：1軒
- 脇本陣：1軒
- 旅籠：25軒

## 史跡

### 鵜沼宿の史跡
- 赤坂神社
- 二ノ宮神社（芭蕉碑がある）
- 鵜沼宿石碑
- 中山道鵜沼宿町屋館（旧旅籠絹屋）
- 菊川酒造本蔵・豆蔵・一号倉庫・二号倉庫
- 中山道鵜沼宿脇本陣
- 坂井家住宅主屋・門・塀・土蔵
- 安田家住宅主屋
- 梅田家住宅主屋・離れ
- 茗荷屋梅田家住宅主屋・離れ・塀・土蔵

### 加納宿までの史跡
- 日吉神社（かえるの狛犬がある）
- 間の宿 新加納
- 細畑一里塚
- 六軒一里塚跡

## 隣の宿
中山道
太田宿 - 鵜沼宿 - 加納宿
稲置街道
鵜沼宿 - 犬山宿

## 交通アクセス
- 名鉄各務原線 鵜沼宿駅より徒歩で約10分。同線・犬山線 新鵜沼駅からは徒歩で約20分。
- JR高山本線 鵜沼駅より徒歩で約17分。
- 各務原市ふれあいバス：鵜沼線・東西朝夕便「鵜沼西町」バス停下車、徒歩で約4分。